# Oerlikon 20 mm
Oerlikon 20 mm se refiere a una serie de cañones automáticos basados en el diseño original realizado por Reinhold Becker durante la Primera Guerra Mundial y que fueron producidos en grandes números por la firma Werkzeugmaschinenfabrik Oerlikon — actualmente Oerlikon Contraves — y otras empresas. El cañón Oerlikon, inicialmente también ofrecido como cañón antitanque, se utilizó en particular como arma para aviones y arma antiaérea ligera y fue un éxito de exportación. Varios modelos de Oerlikon fueron empleados durante la Segunda Guerra Mundial, por la mayoría de los países implicados, permaneciendo en servicio hasta nuestros días.

## Historia

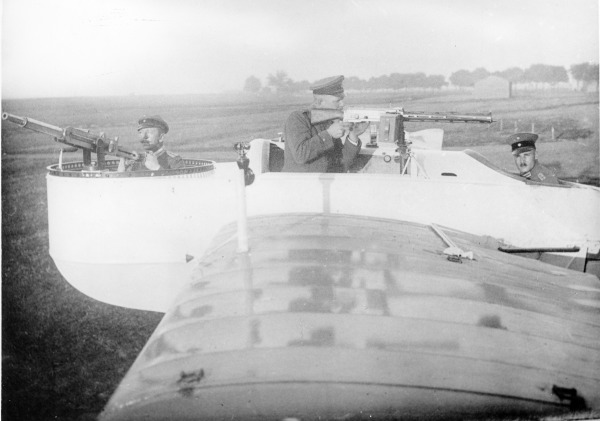
Sección de cabina de Gotha-Ursinus G.I con Oskar Ursinus en la posición de proa (izda.) apuntando con un Becker cal. 20 mm

### Cañón Becker Tipo M2
El empresario alemán Reinhold Becker, fundador y director general de la fundición de aceros Stahlwerke Reinhold Becker, desarrolló antes de la Primera Guerra Mundial un cañón automático de 20 mm que empleaba el sistema de recarga accionada por retroceso que es conocido como el cañón Becker. Empleaba la munición 20 × 70 RB y tenía una cadencia de trescientos disparos por minuto. Fue empleado a partir de 1916 en cantidades limitadas como armamento para aeronaves como el Gotha G.I y cañón antiaéreo hacia el final de la guerra.

### Oerlikon
Breve historia de la compañía (1924 - 1939)
En 1919, la licencia de fabricación del arma Becker (no estaba patentada) fue vendida en 1921 a la empresa suiza especializada en ingeniería mecánica SEMAG — Seebacher Maschinenbau AG . Sin embargo, SEMAG entró en liquidación en 1923 y sus activos pasaron a formar parte de la Werkzeug Maschinenfabrik Oerlikon, otra empresa suiza, que, a su vez fue absorbida por la firma alemana Magdeburger Werkzeugmaschinenfabrik y que paso a designarse Werkzeugmaschinenfabrik Oerlikon, Bührle & Co. El alemán Emil Georg Bührle, fue transferido de Magdeburg a Oerlikon como director general en 1924, amplió la fabricación de armas al negocio principal de la empresa con el cañón Oerlikon de 20 mm en la década de 1920 económicamente difícil y se convirtió con la ayuda de suegro, el acaudalado banquero Ernst Schalk en el principal accionista de la Werkzeugmaschinenfabrik Oerlikon (WO) en 1929. 
El cañón Oerlikon, inicialmente también ofrecido como cañón antitanque, se utilizó en particular como arma a bordo para aviones y arma antiaérea ligera y fue un éxito de exportación. Incluso antes de la guerra, se podía exportar a casi cualquier parte del mundo. En el contexto del rearme en la década de 1930, Bührle siguió impulsando el sector de las armas y convirtió a su empresa en la principal empresa de armamentos de Suiza. Antes de la II Guerra Mundial, la empresa Oerlikon abastecía a los republicanos en España, a la Abisinia independiente en conflicto con Italia a varios países bálticos, Checoslovaquia, Grecia, China, Turquía, Francia, Países Bajos y Reino Unido; en 1936 Bührle se convirtió en el único propietario de la empresa. 
Oerlikon 20 mm
El cañón automático Oerlikon más pequeño fue el Oerlikon FF, que originalmente empleaba el cartucho 20 x 70 RB del cañón Becker, pero más tarde fue cambiado por el más potente 20 x 72 RB. FF es el acrónimo de  Fluegelfest, que significa "montaje alar", ya que era un cañón que iba montado en las alas de los aviones. El FF también fue fabricado en Japón y empleado por la Armada Imperial Japonesa como el Tipo 99 Modelo 1. 

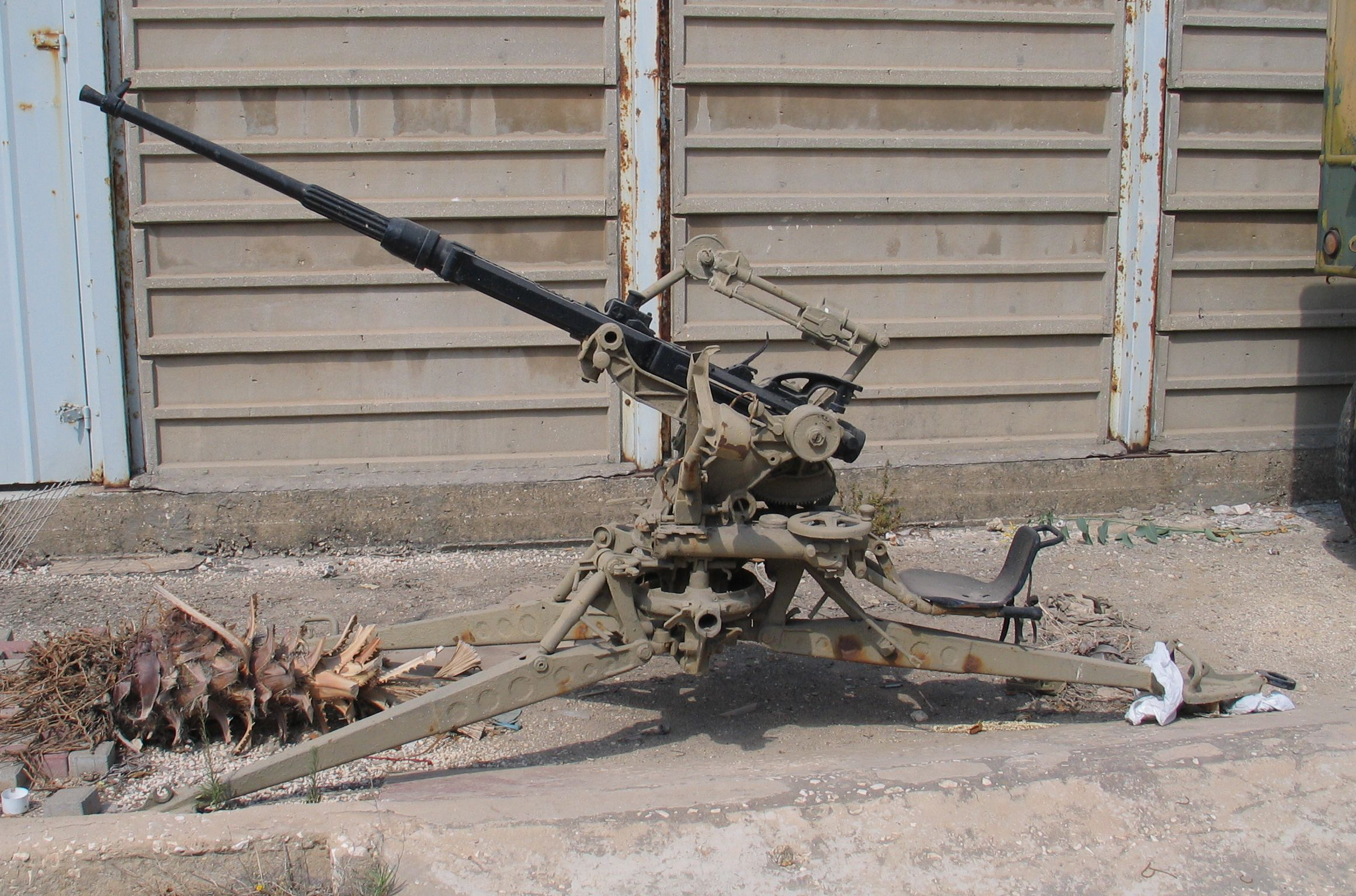
Un cañón automático Oerlikon de los primeros modelos.

Una versión modificada del FF fue fabricada por la empresa alemana Ikaria. Este cañón fue designado MG FF y empleaba el cartucho 20 x 80 RB. El MG FFM es una versión posterior del MG FF, que fue adaptada para disparar munición Minengeschoß también conocida como High-Explosive, High-Capacity - HEHC   en la nomenclatura militar británica, un tipo de proyectil caracterizado por paredes delgadas - generalmente de acero - y una cantidad muy elevada de explosivo. 
El cañón automático Oerlikon FFL era mecánicamente similar al FF, pero empleaba la munición 20 x 100 RB para obtener una mayor velocidad de salida. En Japón se fabricó una versión modificada que empleaba cartuchos 20 x 101 RB, designado Tipo 99 Modelo 2.
El cañón automático Oerlikon S empleaba un cartucho más potente, el 20 x 110 RB, siendo diseñado como cañón antiaéreo. Pesaba 62 kg y tenía una cadencia de 280 disparos por minuto. Era demasiado pesado y lento al disparar, así que Oerlikon lo siguió mejorando hasta obtener el Oerlikon FFS, que solamente pesaba 39 kg y tenía una cadencia de 470 disparos por minuto.
El cañón automático Oerlikon SS también estaba basado en el Oerlikon S, siendo este el cañón automático que se hizo famoso como arma antiaérea naval durante la Segunda Guerra Mundial. 

### Segunda Guerra Mundial
Los alemanes y japoneses emplearon ampliamente sus derivados de los cañones automáticos Oerlikon. Fueron empleados en famosos aviones como el A6M "Zero" y el Messerschmitt Me 109, así como a bordo de buques y en tierra. 
El Oerlikon no era visto favorablemente por la Royal Navy como un cañón antiaéreo de corto alcance. Entre 1937-1938, Lord Mountbatten llevó a cabo una campaña para que la Royal Navy someta al cañón automático Oerlikon de 20 mm a una prueba imparcial, pero fue en vano. No fue sino hasta que el Almirante Sir Roger Backhouse, Comandante en Jefe de la Home Fleet, fue nombrado Primer Lord del Mar que los esfuerzos de Mountbatten rindieron frutos. Durante la primera mitad de 1939, se firmó en Suiza un contrato para 1500 cañones automáticos. Sin embargo, debido a retrasos y la posterior Caída de Francia en junio de 1940, solamente 109 cañones automáticos llegaron al Reino Unido. Todos los Oerlikon importados de Suiza fueron montados sobre diversos afustes para servir como antiaéreos ligeros terrestres.
Apenas unas cuantas semanas antes de la caída de Francia, la empresa Oerlikon aprobó la fabricación bajo licencia de su cañón automático en el Reino Unido. La Royal Navy logró extraer los planos y documentos necesarios de Zúrich. La producción de los primeros cañones automáticos Oerlikon británicos empezó en Ruislip, Londres, a fines de 1940; las primeras unidades fueron suministradas a la Royal Navy en marzo o abril de 1941.
El cañón automático Oerlikon fue empleado en los buques de la Marina estadounidense a partir de 1942, reemplazando a la ametralladora Browning M2, que tenía menos alcance y poder de fuego. Se hizo famoso en el papel de cañón antiaéreo naval, especialmente contra los ataques kamikaze japoneses durante la Guerra del Pacífico. Este cañón perdió su importancia como arma antiaérea debido a su poco poder de parada contra aviones pesados, siendo ampliamente sobrepasado por el cañón automático Bofors de 40 mm y el cañón 3"/70 Mark 26 de 76 mm. A pesar de todo proveyó un sustancial aumento del poder de fuego sobre la ametralladora calibre .50 al ser adaptado y montado en algunos aviones; sin embargo, tenía algunos problemas con el bloqueo del mecanismo de alimentación de su munición.
La Real Marina Canadiense, actualmente la Marina Canadiense, popularizó el empleo del cañón automático Oerlikon como arma antibuque y antisubmarina - aunque no era efectivo contra el blindaje de la mayoría de los buques de gran tamaño, fue ampliamente empleado con éxito contra submarinos y las cubiertas de los buques. Unas cuantas corbetas fueron equipadas con este cañón automático hacia el final de la guerra, pero era más común encontrarlo a bordo de las fragatas y destructores de la época.
El Oerlikon también fue empleado como base para el diseño del Cañón automático Polsten, diseñado por ingenieros polacos exiliados en el Reino Unido. Este cañón automático entró en servicio en 1944, siendo empleado hasta bien entrada la década de 1950, a bordo de los tanques Cromwell y en los primeros modelos del carro de combate Centurion. 
Todavía se encuentra en servicio en algunas unidades navales, en teoría como arma antiaérea de última opción, pero principalmente empleado para contención de embarcaciones (disparos de advertencia o incapacitantes).

## Descripción

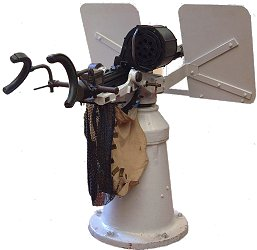
Un cañón automático Oerlikon 20 mm, visto desde atrás.

El Oerlikon 20 mm es un cañón automático con un gran resorte que rodea su único cañón. La munición es alimentada desde un tambor de 60 proyectiles montado sobre el cajón de mecanismos del cañón. Una desventaja de esta arma es que emplea munición engrasada. Un gatillo situado en la agarradera derecha controla el fuego. Los casquillos disparados son eyectados por debajo de la recámara, a través de una abertura en la parte inferior del cajón de mecanismos.
Diferentes países y fuerzas armadas operan una variedad de afustes para el mismo cañón automático básico. La versión naval típica consiste en pedestal fijo sobre el cual va montado el cañón automático con un escudo para ofrecer cierta protección a sus operarios. El cañón automático es apuntado con ayuda de un alza tipo "anillo". El artillero se sujeta al arma con ayuda de soportes para cintura y hombros. Por esta razón, algunos afustes tienen la opción de ajustar los soportes y así poder adaptarse a artilleros de estaturas diferentes. Un "jefe de pieza" se encarga de la dirección de los disparos y el alimentador cambia los tambores vacíos. Al abrir fuego continuo, el tambor debe ser frecuentemente cambiado, reduciéndose la cadencia efectiva.

## Usuarios
- Argentina
  -  Ejército Argentino - 220 GAI-B01 donados por Suiza.[1]
- España
  -  Armada Española. Dotación de los buques hidrográficos Clase Castor[2] (sólo uno en activo).
- México. Instalados en los buques clase Valle y Clase Azteca de la Armada de México como pieza antiaérea.